# 哈大旅客専用線
哈大旅客専用線（はだいりょかくせんようせん、中文表記: 哈大客运专线、英文表記: Harbin–Dalian High-Speed Railway）は、中国の東北部のハルビン（哈爾浜）と大連間の、全長904kmの高速鉄道新線。哈大高速鉄道（哈大高速铁路）とも呼ばれる。2007年8月に着工され、2012年12月1日に開業した。在来線の哈大線にほぼ並行する。

## 概要
哈大旅客専用線は、中国国務院が作成した、「中長期鉄道網計画」における「四縦四横」の高速鉄道幹線網の中の、「縦」の一路線である、京哈旅客専用線計画の一部である。黒竜江省のハルビンと遼寧省の大連904kmを結び、内訳は遼寧省区間が553km、吉林省区間が270km、黒龍江省区間が81kmとなっている。最高速度350km/h（平均速度200km/h）の高速運転に対応した旅客専用線である。
2007年8月23日に正式に着工し、2012年10月8日より試験運転を開始、同年12月1日に開業した。
全線2/3以上が高架である。橋梁が多く162箇所663kmで、最長は伊通河特大橋（全長57km）である。トンネルは全8箇所で合計9.9kmである。

### 運行状況
2015年11月以前は夏季と冬季で速度・料金が異なっていた。夏季は4月1日～11月30日で最高速度300km/h、冬季は12月1日～翌年3月31日で最高速度200km/hであり、料金も夏季の方が高かった 。2015年12月1日から通年300km/h運転が行われるようになった。
大連～瀋陽に関して、大連では高速鉄道用に巨大な大連北駅が建設されたが、大連市内と開発区の中間の不便なところにあるためにほとんど利用されておらず、北行きは大連駅からの始発が多い。大連駅～大連北駅の在来線と兼用部分は低速走行で、大連北駅を過ぎてしばらくしてから時速300～305kmで常時走行する。瀋陽駅～瀋陽北駅も同様に低速運行である。2013年8月の全運会の開催に合わせて瀋陽駅の東口が再改修されただけでなく、西口も含めてアクセスが大幅に改良されて便利になり、南行きは瀋陽駅発も多くなっている。 

## 開発計画
東北3省などが共同出資。総額923.4億元（約1兆3,950億円）。1億元（約16億円）/km以上の予算をつぎ込んでいる計算となる。出資比率は、瀋陽鉄路局77.73%、ハルビン鉄路局8.64%，遼寧哈大鉄道客運専線投資公司9.02%、吉林省交通投資開発公司3.37%、黒竜江省哈大鉄道客運専線有限責任公司1.24%となっている。
哈大旅客専用線は、大連、瀋陽、長春、ハルビンという4つの副省級市都市と6つの地級市を通り、高速鉄道を軸とした東北部経済圏の発展が期待されている。
また、開業し並行する在来線である哈大線を主に貨物列車が利用できるようになることで、貨客分離ができ、中国東北部の内陸への物流の拡大が期待される側面もある。
さらに哈大旅客専用線との接続駅からは、長春 - 図們、ハルビン - 佳木斯、ハルビン - チチハル（斉斉哈爾）、チチハル - 佳木斯、ハルビン - 牡丹江を結ぶ高速鉄道の建設が始まる。これにより黒龍江省内は、ほとんどの地区が、ハルビンを中心とした1時間以内の経済圏にカバーされることになる。

### 技術導入
沿線は寒冷地であり、ロシアでの高速鉄道計画と同様に、車両の製造・路線建設・運用態勢の樹立いずれにおいても高度な工学技術を要すると考えられており、先進国各国に技術支援を求める方針である。
中国当局は、ドイツ・フランス・日本の関係者と技術支援の交渉を行った。同じく京滬高速鉄道においては、先進国各国の既存の高速鉄道車両技術を導入、中国仕様にカスタマイズした車両をライセンス生産している。

## 建設の実施
哈大旅客専用線の起工式は2007年8月23日、吉林省長春市で行われた。着工時の完成予定は2013年であったが、前倒しされている。平均時速は当初は200km/h（将来は350km/h）で、現在在来線で9〜13時間かかるこの区間を3時間で結ぶ予定。この路線の大連北駅は北郊外の南関嶺に建設され、2010年末完成予定と報道された。一時、2012年3月1日から試運転を行い、7月1日に正式開業と発表されたが、2012年10月8日より試運転が行われており、2012年12月1日に開業した。

### 主要橋梁
吉林省で伊通河（松花江の支流）、遼寧省で渾河、普蘭店湾などを渡るため、いくつかの大きな橋を建設した。主な橋は
- 伊通河特大橋 57.98km

長春市付近は全て高架になるため、長春を貫通する伊通河の名を取って、こう呼ばれている
- 普蘭店湾特大橋 4,960m （遼寧省大連市普蘭店区と金州区の間）

全線で最長の橋で、2009年10月に主体工事は完了、2010年6月に橋面工事が完了予定。
- 官房特大橋 2,951m
- 宋家屯特大橋 1,565m
- 袁屯特大橋 1,280m

### 主要トンネル
トンネルは全線で8本建設され、そのうち6本は遼寧省大連市にある。主なトンネルは
- 九里荘トンネル 4,340m （遼寧省大連市金州区）

全線で最長トンネルで、2007年12月に起工されて、2009年10月に完工予定。

## 駅一覧
| 駅名         | 駅名         | 駅名              | 駅間 キロ | 累計 キロ | 接続路線・備考                                                                              | 所在地   | 所在地     | 所在地   |        |
| 日本語       | 簡体字中国語 | 英語              | 駅間 キロ | 累計 キロ | 接続路線・備考                                                                              | 所在地   | 所在地     | 所在地   |        |
| ------------ | ------------ | ----------------- | --------- | --------- | ------------------------------------------------------------------------------------------- | -------- | ---------- | -------- | ------ |
| 大連駅       | 大连站       | Dalian            |           | 0         | ■丹大城際線 ■国鉄瀋大線・哈大線 ■大連地下鉄3号線・大連市電201系統                           | 遼寧省   | 大連市     | 中山区   |        |
| 大連北駅     | 大连北站     | Dalian North      | 17        | 17        | ■丹大城際線 ■大連地下鉄1号線                                                                | 遼寧省   | 大連市     | 甘井子区 |        |
| 普湾駅       | 普湾站       | Puwan             | 41        | 58        |                                                                                             | 遼寧省   | 大連市     | 金州区   |        |
| 瓦房店西駅   | 瓦房店西站   | Wafangdian West   |           | 95        |                                                                                             | 遼寧省   | 大連市     | 瓦房店市 |        |
| 鮁魚圏駅     | 鲅鱼圏站     | Bayuquan          |           | 166       |                                                                                             | 遼寧省   | 営口市     | 鮁魚圏区 |        |
| 蓋州西駅     | 盖州西站     | Gaizhou West      |           | 195       |                                                                                             | 遼寧省   | 営口市     | 蓋州市   |        |
| 営口東駅     | 营口东站     | Yingkou East      |           | 223       |                                                                                             | 遼寧省   | 営口市     | 老辺区   |        |
| 海城西駅     | 海城西站     | Haicheng West     |           | 261       | ■盤営旅客専用線                                                                             | 遼寧省   | 鞍山市     | 海城市   |        |
| 鞍山西駅     | 鞍山西站     | Anshan West       |           | 300       | ■盤営旅客専用線                                                                             | 遼寧省   | 鞍山市     | 千山区   |        |
| 遼陽駅       | 辽阳站       | Liaoyang          |           | 330       | ■国鉄瀋大線・哈大線・遼溪線                                                                 | 遼寧省   | 遼陽市     | 白塔区   |        |
| 瀋陽南駅     | 沈阳南站     | Shenyang South    |           | 381       | ■瀋丹旅客専用線                                                                             | 遼寧省   | 瀋陽市     | 渾南区   |        |
| 瀋陽駅       | 沈阳站       | Shenyang          |           | 395       | ■京瀋旅客専用線 ■瀋撫城際線 ■国鉄瀋大線・哈大線・瀋山線・瀋丹線 ■瀋陽地下鉄1号線            | 遼寧省   | 瀋陽市     | 瀋陽市   | 和平区 |
| 瀋陽北駅     | 沈阳北站     | Shenyang North    |           | 400       | ■秦瀋旅客専用線 ■国鉄瀋大線・哈大線・瀋吉線・京哈線 ■瀋陽地下鉄2号線                        | 遼寧省   | 瀋陽市     | 瀋陽市   | 瀋河区 |
| 鉄嶺西駅     | 铁岭西站     | Tieling West      |           | 454       |                                                                                             | 遼寧省   | 瀋陽市     | 鉄嶺市   | 鉄嶺県 |
| 開原西駅     | 开原西站     | Kaiyuan West      |           | 501       |                                                                                             | 遼寧省   | 開原市     | 鉄嶺市   |        |
| 昌図西駅     | 昌图西站     | Changtu West      |           | 529       |                                                                                             | 昌図県   |            | 鉄嶺市   |        |
| 四平東駅     | 四平东站     | Siping East       |           | 580       |                                                                                             | 吉林省   | 四平市     | 鉄東区   |        |
| 公主嶺南駅   | 公主岭南站   | Gongzhuling South |           | 635       |                                                                                             | 吉林省   | 四平市     | 公主嶺市 |        |
| 長春西駅     | 长春西站     | Changchun West    |           | 698       | ■長吉城際線 ■長春軌道交通2号線                                                              | 吉林省   | 長春市     | 緑園区   |        |
| 徳恵西駅     | 德惠西站     | Dehui West        |           | 782       |                                                                                             | 吉林省   | 長春市     | 徳恵市   |        |
| 扶余北駅     | 扶余北站     | Fuyu North        |           | 840       |                                                                                             | 吉林省   | 松原市     | 扶余市   |        |
| 双城北駅     | 双城北站     | Shuangcheng North |           | 898       |                                                                                             | 黒龍江省 | ハルビン市 | 双城区   |        |
| ハルビン西駅 | 哈尔滨西站   | Harbin West       |           | 938       | ■哈斉旅客専用線 ■哈牡旅客専用線 ■哈佳線 ■国鉄京哈線・哈大線 ■ハルビン地下鉄3号線            | 黒龍江省 | ハルビン市 | 南崗区   |        |
| ハルビン駅   | 哈尔滨站     | Harbin            |           |           | ■哈斉旅客専用線 ■哈牡旅客専用線 ■哈佳線 ■国鉄京哈線・哈大線・浜洲線・浜綏線・浜北線・拉浜線 | 黒龍江省 | ハルビン市 | 南崗区   |        |